# Cerro Challay
Cerro Challay är ett berg i Chile.   Det ligger i provinsen Provincia de Maipo och regionen Región Metropolitana de Santiago, i den södra delen av landet, 50 km söder om huvudstaden Santiago de Chile. Toppen på Cerro Challay är 1 199 meter över havet, eller 627 meter över den omgivande terrängen. Bredden vid basen är 7,6 km.
Terrängen runt Cerro Challay är varierad. Närmaste större samhälle är Paine, 11,2 km norr om Cerro Challay. 
Trakten runt Cerro Challay består till största delen av jordbruksmark. Runt Cerro Challay är det ganska glesbefolkat, med 34 invånare per kvadratkilometer.